# Drymoluber dichrous
Drymoluber dichrous — вид змій родини полозових (Colubridae). Мешкає в Південній Америці.

## Поширення і екологія
Drymoluber dichrous мешкають в Амазонії, на Гвіанському нагір'ї, на східних схлах Анд та в регіоні Атлантичного лісу, на території Колумбії, Еквадору, Перу, Болівії, Венесуели, Гаяни, Суринаму, Французької Гвіани і Бразилії. Вони живуть у вологих рівнинних і гірських тропічних лісах, в атлантичних лісах в лісових анклавах в регіоні каатинги. Зустрічаються на висоті до 2500 м над рівнем моря. Ведуть денний, наземний спосіб життя, вночі ховаються серед рослинності. Живляться ящірками і амфібіями, а також їх яйцями. Відкладають яйця.